# Asplenium daucifolium
Espèce
Asplenium daucifolium, ou Asplenium à feuilles de carotte, est une espèce de fougères de la famille des Aspleniaceae que l'on trouve à Madagascar et surtout aux îles Mascareignes. Elle est utilisée comme plante décorative.

## Description
Cette fougère peut mesurer de 40 à  60 cm de hauteur.

## Synonyme
- Asplenium viviparum (L.f.) C.Presl